# ركحة

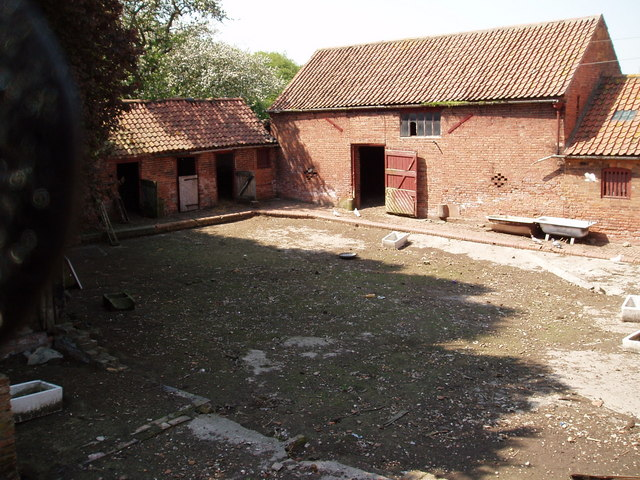
ركحة

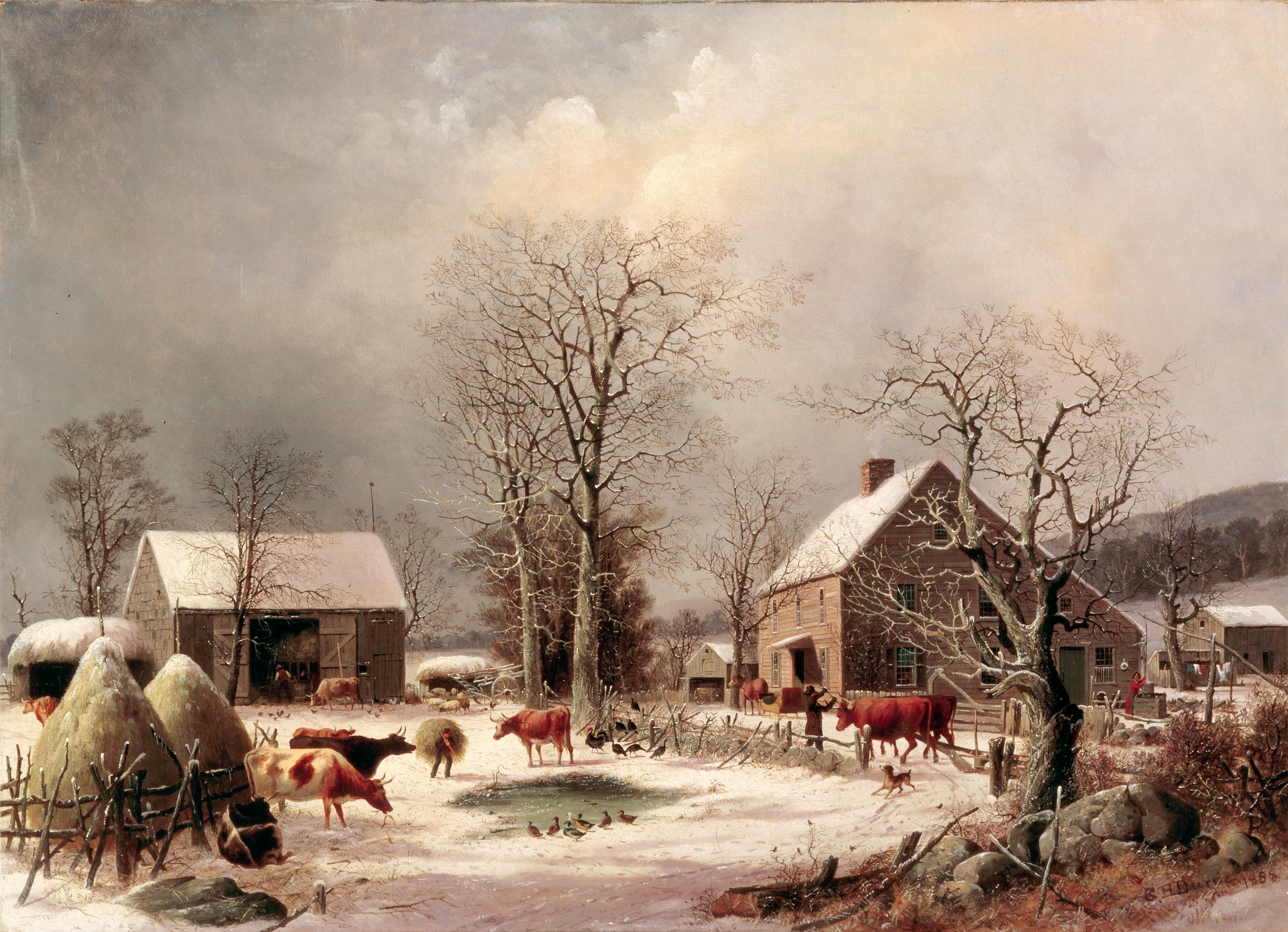

الرُّكْحَة أو فِنَاءُ المزرعة أو فِنَاءُ الهُري أو فناء الدواجن ساحة مغلقة أو مفتوحة مجاورة للحظيرة أو مباني المزرعة ذات الصلة ومنها بيت المزرعة. تتكون الساحات المغلقة من مزيج من الأسوار وهياكل المزارع.